# چکاو
چکاو (به لاتین: Chakav) یک منطقهٔ مسکونی در افغانستان است که در ولایت بادغیس واقع شده‌است.